# Литванија на Светском првенству у атлетици у дворани 2014.
Литванија је учествовала на Светском првенству у атлетици у дворани 2014. одржаном у Сопоту од 7. до 9. марта. У свом дванаестом учешћу на Светским првенствима у дворани до данас, репрезентацију Литваније представљале је једна атлетичарка која се такмичила у скоку увис.,
На овом првенству Литванија није освојила ниједну медаљу. Није било нових националних, личних и рекорда сезоне.

## Учесници
Жене:
- Ајрине Палшуте — Скок увис

## Резултати

### Жене
| Атлетичарка    | Дисциплина | Лични рекорд | Квалификације | Квалификације | Полуфинале | Полуфинале | Финале                | Финале  | Детаљи |
| Атлетичарка    | Дисциплина | Лични рекорд | Резултат      | Место         | Резултат   | Место      | Резултат              | Место   | Детаљи |
| -------------- | ---------- | ------------ | ------------- | ------------- | ---------- | ---------- | --------------------- | ------- | ------ |
| Ајрине Палшуте | Скок увис  | 1,97 НР      | 1,92          | 10            |            |            | Није се квалификовала | 10 / 17 |        |